# Fantômette ouvre l'œil
Fantômette ouvre l'œil est le 47e roman de la série humoristique Fantômette créée par Georges Chaulet.
Le roman, publié en juin 1984 dans la Bibliothèque rose des éditions Hachette, comporte 153 pages. Il évoque un singe savant qui subtilise une carte magnétique permettant de déclencher la mise à feu de fusées atomiques.

## Notoriété
De 1961 à 2000, les ventes cumulées des titres de Fantômette s'élèvent à 17 millions d'exemplaires, traductions comprises.
Le roman Fantômette ouvre l'œil a donc pu être vendu à environ 150000 exemplaires.
Comme les autres romans, il a été traduit en italien, espagnol, portugais, en flamand, en danois, en finnois, en turc, en chinois et en japonais.

## Personnages principaux
- Françoise Dupont / Fantômette : héroïne du roman
- Ficelle : amie de Françoise et de Boulotte
- Boulotte : amie de Françoise et de Ficelle
- Jocko : singe savant
- Œil-de-Lynx : journaliste
- Jacques Célère : journaliste
- Général Gardavou : militaire

## Résumé
Remarque : le résumé est basé sur l'édition cartonnée non abrégée parue en 1984 en langue française.
- Mise en place de l'intrigue (chapitres 1 et 2)

Lors d'un spectacle de cirque, Ficelle fait peur au singe-savant Jocko en criant trop fortement « Euréka ! ». Le singe s'enfuit et on n'arrive pas à le récupérer. 
Plus tard, à quelques kilomètres de là, interviewé par le journaliste Jacques Célère, le général Gardavou présente aux spectateurs une machine électronique qui sert au lancement de la force de frappe française. Il présente au journaliste et à la caméra une carte magnétique permettant le déclenchement des armements. Le singe Jocko pénètre soudainement dans le local sécurisé, renverse le journaliste et s'empare de la carte magnétique. 
Avisée par son ami journaliste Œil-de-Lynx, Fantômette décide d'enquêter pour tenter de retrouver le singe apeuré et par voie de conséquence la carte magnétique.
- Aventures et enquête (chapitres 3 à 13)

Le surlendemain, une organisation terroriste Novembre Noir annonce aux autorités qu'elle est entrée en possession de la carte et qu'elle ne la rendra que contre le versement d'une importante somme d'argent. Le versement de la somme intervient, sous la surveillance de Fantômette. Celle-ci découvre alors que le journaliste Jacques Célère a pu jouer un rôle crucial dans le vol de la carte magnétique. 
Avec Œil-de-Lynx, Fantômette se rend à son domicile et comprend que le journaliste a eu la rançon entre ses mains.
- Dénouement et révélations finales (chapitre 14 et épilogue)

En fin de compte, la rançon est récupérée et la carte magnétique est retrouvée.

## Autour du roman
- Le nom du groupe terroriste « Novembre Noir » peut faire allusion au groupe Septembre Noir.
- Ficelle écrit un courrier à Fantômette sans connaître son adresse ; néanmoins le facteur achemine la lettre.